# Revhejre
Revhejre (latin: Egretta gularis) er en fugleart, der lever fra Vestafrikas kyster til det sydlige Indien.